# Převzetí člověka do zdravotnického zařízení bez jeho souhlasu
Převzetí člověka do zdravotnického zařízení bez jeho souhlasu je významný zásah do osobnostních práv člověka. Ačkoliv je v současném českém právu zakotveno právo každého člověka svobodně nakládat se svým bytím, jehož součástí je i zdraví, mohou se vyskytnout situace, kdy je možné k tomuto aktu přistoupit v zájmu ochrany zdraví jednotlivce nebo veřejného zájmu.

## Mezinárodně právní úprava
Na základě Všeobecné deklarace lidských práv z roku 1948 se odvíjely mezinárodní úpravy lidských práv a svobod po celém světě. Evropská úmluva o lidských právech (oficiálním názvem Úmluva o ochraně lidských práv a základních svobod) z roku 1950 chrání právo na osobní svobodu, ale umožňuje „zákonné držení osob, aby se zabránilo šíření nakažlivé nemoci, nebo osob duševně nemocných, alkoholiků, narkomanů nebo tuláků“ [(čl. 5, písmeno e)]. ČR je ratifikací z roku 1992 vázána k plnění této smlouvy.
V roce 1997 byla členskými státy Rady Evropy přijata a Českou republikou v r. 1998 podepsána Úmluva na ochranu lidských práv a důstojnosti lidské bytosti v souvislosti s aplikací biologie a medicíny: Úmluva o lidských právech a biomedicíně, která postavila na první místo člověka (pacienta) a jeho důstojnost. V čl. 5 úmluva jako první závazný mezinárodní dokument stanovila požadavek svobodného a informovaného souhlasu u všech kroků zdravotní péče: „Jakýkoli zákrok v oblasti péče o zdraví je možno provést pouze za podmínky, že k němu dotčená osoba poskytla svobodný a informovaný souhlas. Tato osoba musí být předem řádně informována o účelu a povaze zákroku, jakož i o jeho důsledcích a rizicích“. Úmluva v čl. 6 stanovuje, že pokud je osoba neschopná dát souhlas, může být zákrok proveden „pouze pokud je to k jejímu přímému prospěchu“. V čl. 6-8 stanovuje, jakým způsobem jsou chráněny osoby, které nejsou schopny dát souhlas: nezletilé osoby, osoby s duševním postižením, z důvodu nemoci, ve stavu nouze vyžadujícím neodkladná řešení. Úmluva dbá na maximální možnou zapojenost člověka do rozhodování o zdravotnické péči.

## Právní úprava v českém právu
Listina základních práv a svobod, schválená Federálním shromážděním 9. ledna 1991, která je součástí ústavního pořádku České republiky, stanovuje vztah mezi státem a jednotlivcem. V Listině se uvádí, že „Hranice přijaté Listiny základních práv a svobod mohou být upraveny pouze zákonem a omezení nesmějí být zneužívána“. Znění je interpretováno tak, že ač má každý člověk svoje práva daná jasně a neohrozitelně, společnost si vyhrazuje možnost práva jedince omezit v případě, kdy by sama mohla být ohrožena. Vybrané články se konkrétně týkají omezení osobní svobody za určitých podmínek, například „pro bezpečnost státu, udržení veřejného pořádku, ochranu zdraví nebo ochranu práv a svobod druhých“. Listina stanoví, že pokud je „osoba převzata nebo držena v ústavní zdravotnické péči, musí takové opatření být do 24 hodin oznámeno soudu, který o tomto umístění rozhodne do 7 dnů“.
Od roku 1966 platil zákon o péči o zdraví lidu (č. 20/1996 Sb.), který byl jedním z nejdéle platných zákonů v ČR. Nahradil jej zákon č. 372/2011 Sb. o poskytování zdravotních služeb, který významným způsobem změnil náhled státu: z „paternalistického dohledu“ nad zdravím populace ke „službě klientovi, pacientovi“, který má výhradní právo rozhodovat o tom, jestli mu budou poskytnuty zdravotnické služby, nebo nebudou, jakým způsobem a v jakém rozsahu.
Dalším významným krokem k posílení práv jednotlivce byla novelizace soukromého práva v roce 2014 v podobě nového občanského zákoníku, jež se dotkla mimo jiné i osobnostních práv.
Vzhledem k úpravám v obecných právních normách i starších zvláštních normách se pro výklad práva upřednostňuje použití zvláštní právní normy, což jsou v tomto případě zákon o zdravotních službách a zákon o zvláštních řízeních soudních. Tyto právní předpisy stanovují podrobná zákonná specifika, navzájem se prolínají a doplňují.

### Terminologie
Výše jmenované zákony České republiky používají pro stejné skutečnosti různé pojmy. Nový občanský zákoník používá v § 104 "zařízení poskytující zdravotní péči", procesní předpisy používají výraz "zdravotní ústav" (§ 67 odst. 1 ř. 7), z.z.s použije v § 28 výraz "zdravotní zařízení". Podobné je to s pojmy "pacient" a "umístěný člověk". Všechny tyto výrazy jsou pokládány za synonyma.
V souvislosti s nedobrovolným převzetím do zdravotnického zařízení se můžeme setkat s pojmem detenční řízení. Tím se zkráceně označuje proces řízení o přípustnosti a dalším držení člověka ve zdravotnickém zařízení. Nijak nesouvisí s tzv. zabezpečovací detencí pro duševně narušené pachatele trestné činnosti.

### Občanský zákoník
Nový občanský zákoník, který nabyl účinnosti od 1. ledna 2014, byl v aspektu dané problematiky navrhován s přihlédnutím k některým novějším úpravám, např. rakouské, švýcarské, islandské, quebecké. N.o.z nesděluje, jakou formou a za jakých okolností může být souhlas s péčí omezující osobní svobodu nebo souhlas s hospitalizací udělen. N.o.z ve shodě s Úmluvou o lidských právech a biomedicíně, výslovně stanoví základní pravidlo, že jakýkoli zákrok na druhém člověku je možno provést pouze za podmínky, že k němu dotčená osoba poskytla svobodný a informovaný souhlas. Tato osoba musí být předem řádně informována o účelu a povaze zákroku, jakož i o jeho důsledcích a rizicích. Je zde zmíněn také stav nouze, kdy je člověk v náhlém a patrném nebezpečí, a za kterého je možné zakročit, „pokud to je ve prospěch zdraví dotčené osoby nezbytně nutné“.
Pododdíl 4, § 104 - § 110, se přímo dotýká problematiky převzetí do zdravotnického zařízení bez souhlasu. N.o.z uvádí, že převzít člověka bez jeho souhlasu „lze jen tehdy, hrozila-li by mu jinak závažná újma a nepostačí-li vzhledem k jeho zájmům mírnější a méně omezující opatření“. Neruší se tím ale pro člověka právo odmítnout určitý zákrok nebo léčebný výkon (§ 110 n.o.z). Kromě povinnosti oznámení soudu do 24 hodin má poskytovatel zdravotních služeb zajistit "aby se člověku převzatému do zařízení poskytujícího zdravotní péči nebo zadrženému v takovém zařízení dostalo bez zbytečného odkladu náležitého vysvětlení jeho právního postavení, zákonného důvodu učiněného opatření a možností právní ochrany včetně práva zvolit si zmocněnce nebo důvěrníka."
V zákoně jsou stanoveny důvody pro provedení zákroku, oznamovací povinnost, poskytnutí vysvětlení převzatému člověku, informace poskytnuté zmocněnci nebo důvěrníkovi, právo na projednání se zástupcem nebo důvěrníkem, právo na přezkum zdravotního stavu, schválení přípustnosti opatření na základě rozhodnutí soudu. To vše je zakotveno v § 93 - § 103.

### Zákon o zdravotních službách
Zákon o zdravotních službách zajišťuje právo na svobodné rozhodnutí každého pacienta (souhlas bez nátlaku, informovaný souhlas, § 34). Podle tohoto zákona je možná hospitalizace [(rozumí se doba delší než 24 hodin (§ 3, odst. 4)] pacienta a poskytování mu zdravotních služeb bez jeho souhlasu v případech, kdy je tato osoba nezletilá nebo s omezenou svéprávností, dále v případech podezření z týrání, stejně tak soudem nařízené ochranné léčby, záchrany života nebo v případě hrozby vážného poškození zdraví, nebo na základě příkazu hospitalizace jiným státním orgánem (§ 38).
(1) Pacienta lze bez souhlasu hospitalizovat, jestliže
a) mu 
1. bylo pravomocným rozhodnutím soudu uloženo ochranné léčení formou lůžkové péče,
2. je nařízena izolace, karanténa nebo léčení podle zákona o ochraně veřejného zdraví,
3. je podle trestního řádu nebo zákona o zvláštních řízeních soudních nařízeno vyšetření zdravotního stavu
b) ohrožuje bezprostředně a závažným způsobem sebe nebo své okolí a jeví známky duševní poruchy nebo touto poruchou trpí nebo je pod vlivem návykové látky, pokud hrozbu pro pacienta nebo jeho okolí nelze odvrátit jinak, nebo
c) jeho zdravotní stav vyžaduje poskytnutí neodkladné péče a zároveň neumožňuje, aby vyslovil souhlas.
(2) Nezletilého pacienta nebo pacienta s omezenou svéprávností lze bez souhlasu zákonného zástupce nebo opatrovníka hospitalizovat též v případě, jde-li o podezření na týrání, zneužívání nebo zanedbávání.
Jedná se o případy, kdy k tomuto souhlasu nedošlo ani v rámci dříve vysloveného přání (to se může udělit před náročným lékařským zákrokem). Nebo, když potřebný souhlas neudělila ani osoba k tomu oprávněná - manžel, manželka, opatrovník, zákonný zástupce.
Zdravotnické zařízení je povinno oznámit soudu, že došlo k hospitalizaci bez souhlasu (tato povinnost je duplicitně stanovena i v z.ř.s.). Pokud ale byl souhlas dán prokazatelným způsobem dodatečně do 24 hodin, pak omezení pacienta zařízení soudu neoznamuje (§ 40). Povinností zdravotnického zařízení je oznámení a vysvětlení zákonných důvodů pro převzetí do péče společně se seznámením pacienta s jeho právním postavením. Vysvětlení se má poskytnout jednoduše, jasně a srozumitelně, aby mu člověk vzhledem ke svému stavu byl schopen porozumět.
Pokud si člověk převzatý do zařízení zvolil zmocněnce nebo důvěrníka pro zastupování svojí osoby ve věcech ochrany svých práv, pak těmto lidem vznikají i práva a povinnosti z toho zastupování plynoucí. Jsou tedy stejně jako hospitalizovaný člověk ze zákona informováni zdravotnickým zařízením o všem, co se děje. Zmocněnec ani důvěrník nemají ale taková práva jako zákonný zástupce, opatrovník nebo podpůrce (§ 106 n.o.z). Zařízení je povinno informovat určenou osobu (i s tím, že právě ona byla hospitalizovaným jmenována). Oznamuje se kdy, kým, z jakých zákonných důvodů, proč a kde je člověk umístěn a kdy došlo k oznámení i soudu a jaké opatření bylo na základě rozhodnutí soudu zdravotnickým zařízením přijato.

### Zákon o zvláštních řízeních soudních
Zákon stanovuje postup soudu v řízení ohledně přípustnosti převzetí nebo držení člověka ve zdravotním ústavu a nepřípustnosti držení v zařízení sociálních služeb. Jedná se o případy, kdy je člověk převzat do péče, protože ohrožuje sebe nebo své okolí a jeví známky duševní poruchy a zvláštní případy, kdy je třeba poskytnout neodkladnou péči a není možné udělení souhlasu (např. člověk v kómatu po dopravní nehodě). Zákon jmenuje účastníky těchto řízení, komu je doručováno rozhodnutí soudu, postup soudu po podání odvolání a další podrobnosti.
Podle paragrafu 71 je důležitým faktorem v rozhodování o nedobrovolném pobytu člověka ve zdravotnickém zařízení stanovisko zdravotního ústavu: žádné rozhodnutí soudu nebrání tomu, aby zdravotní ústav člověka propustil.
Stejně jako v zákoně o zdravotních službách je zde stanovena povinnost zdravotnického zařízení oznámit do 24 hodin příslušnému soudu převzetí člověka bez písemného souhlasu a nebo odvolání již uděleného souhlasu v průběhu hospitalizace.
O přípustnosti převzetí nebo držení člověka proti jeho vůli rozhoduje soud do 7 dnů. Soud v rozhodnutí určí, zda k převzetí došlo ze zákonných důvodů, a pokud ano, zda tyto důvody trvají. Dojde-li soud k závěru, že k převzetí nedošlo ze zákonných důvodů, nebo že tyto důvody již netrvají, nařídí propuštění člověka ze zdravotního ústavu, poté je zdravotní ústav povinen člověka neprodleně propustit.
Jestliže soud vyslovil, že převzetí bylo v souladu se zákonnými důvody a že trvají důvody, aby byl člověk nadále omezen ve styku s vnějším světem, pokračuje soud v řízení o vyslovení přípustnosti jeho dalšího držení ve zdravotním ústavu. Do 3 měsíců od výroku o přípustnosti převzetí rozhodne soud rozsudkem, zda další držení je přípustné a na jakou dobu. Účinnost rozsudku zanikne uplynutím doby 1 roku ode dne jeho vyhlášení, nebyla-li v něm určena doba kratší. Má-li být držení ve zdravotním ústavu prodlouženo nad tuto dobu, je nutno provést nové vyšetření a soud musí o povolení dalšího držení znovu rozhodnout.
Umístěný člověk, jeho zástupce, opatrovník, a osoby jemu blízké mohou ještě před uplynutím doby, do které je držení přípustné, žádat o nové vyšetření a rozhodnutí o propuštění, je-li odůvodněna domněnka, že další držení ve zdravotním ústavu není důvodné. Soud rozhoduje rozsudkem, který musí být vyhlášen do 2 měsíců od podání návrhu. Zamítne-li soud opakovaně návrh na propuštění a nelze-li očekávat zlepšení stavu umístěného člověka, může rozhodnout, že nebude konat další vyšetřování před uplynutím doby, po kterou bylo držení ve zdravotním ústavu povoleno.
V případě umístění člověka do zařízení sociálních služeb bez jeho souhlasu je soud povinen věc projednat a rozhodnout nejpozději do 45 dnů ode dne zahájení řízení. Dospěje-li soud k závěru, že nejsou splněny podmínky poskytování pobytové sociální služby bez souhlasu, rozhodne o nepřípustnosti dalšího držení člověka v zařízení pobytové sociální služby. Vyslovil-li soud, že držení člověka v zařízení sociálních služeb je přípustné, nebo zastavil-li řízení, může být řízení ze stejných důvodů zahájeno až po uplynutí 30 dnů od právní moci předchozího rozhodnutí.
§ 83 stanovuje postup soudu v případech, kdy je převzat člověk pro jinou poruchu než duševní (například když je pacient v kómatu a potřebuje neodkladnou péči), tehdy rozhoduje soud v jediném zjednodušeném řízení.

### Zákon o sociálních službách
Preventivním či alternativním opatřením, které může zabránit nutnosti převzetí nebo držení člověka ve zdravotnickém zařízení, může být zaopatření jeho potřeb v rámci sociálních služeb. Lze využít pečovatelskou službu, domovy pro osoby se zdravotním postižením (zákon o sociálních službách (§ 48 ) nebo sociální služby poskytované ve zdravotnických zařízeních lůžkové péče.

## Vztah pacienta k hospitalizaci bez jeho souhlasu
K aktu převzetí člověka do zdravotnického zařízení bez jeho souhlasu vedou různorodé důvody. Dotčený člověk může mít k tomuto aktu různých vztah pohybující se na škále od zcela pozitivního (přijímající) až po zcela negativní (odmítající).

## Nedobrovolná hospitalizace psychiatrických pacientů v Česku
V r. 2015 vydala Liga lidských práv analýzu Nedobrovolná hospitalizace psychiatrických pacientů v ČR. Dokument popisuje právní postavení lidí s duševním onemocněním v dějinách české státnosti, současné právní postavení těchto lidí při nedobrovolné hospitalizaci a současnou situaci v ústavní péči. Mimo jiné konstatuje: Soudní řízení, které má lidi s duševním onemocněním chránit před neoprávněnými zásahy, je v praxi neefektivní, téměř ve všech případech soud pouze schválí rozhodnutí zdravotnického zařízení bez podrobného zkoumání okolností převzetí.
Dokument obsahuje obecná doporučení a doporučení pro změnu právní úpravy:
- Je potřeba revidovat právní úpravu týkající se nedobrovolné hospitalizace a léčby lidí s duševním onemocněním, aby odpovídala současným lidskoprávním standardům a aby efektivně chránila každého člověka před nedůvodným zásahem do lidských práv.
- Je nutné zajistit pravidelnou a efektivní kontrolu míst, kde jsou lidé s duševním onemocněním hospitalizováni proti své vůli, aby se předešlo dalším závažným porušením jejich práv.
- Zákon by měl stanovit zákaz poskytování léčby bez souhlasu pacienta alespoň po dobu před rozhodnutím soudu o vyslovení přípustnosti převzetí.
- Rozhodnutí o nedobrovolné hospitalizaci by mělo podléhat schválení minimálně dvou přítomných lékařů.
- Zdravotnický personál psychiatrických nemocnic a psychiatrických oddělení by měl mít povinnost průběžně se vzdělávat v oblasti práv lidí s duševním onemocněním, povinností zdravotnického zařízení v rámci detenčního řízení.[25]